# 신토촌
신토촌(일본어: 榛東村)은 일본 군마현의 거의 중앙부, 하루나산의 동쪽 기슭에 있는 마을이다.
군마현은 동국 고대 문화의 중심으로 수많은 고분 및 유적에서 출토된 토용이 알려져 있고 신토촌도 중소 고분이 산재한다. 특히 다카쓰카 고분은 전체 길이 60m의 6세기에 만들어진 중간 규모의 전방후원분으로 현재 사적으로 지정되어 있다.
원래는 농업을 중심으로 한 산업 구성이었지만 최근에 마에바시, 다카사키, 시부카와 근방의 주택 지역으로 인구는 증가 경향에 있다.
2009년 5월 5일에 후지미촌이 소멸함에 따라 현내에서 가장 인구가 많은 촌이 되었다.

## 역사
- 1889년 4월 1일 - 정촌제 시행과 함께 니시군마군에 모모이촌이 탄생하였다.
- 1896년 4월 1일 - 니시군마군과 가타오카군이 합병해 군마군이 되어 군마군 모모이촌이 되었다.
- 1949년 10월 1일 - 군마군에서 기타군마군이 분리되어 기타군마군 모모이촌이 되었다.
- 1957년 3월 30일 - 기타군마군 모모이촌과 군마군 소우마촌의 일부가 합병해 기타군마군 모모이촌이 탄생하였다.
- 1959년 8월 1일 - 모모이촌이 신토촌으로 개칭해 현재에 이른다.

## 인구
|                                            | |
| 신토촌의 전국의 연령별 인구 분포（2005년） | 신토촌의 연령·남녀별 인구 분포（2005년）                                                                               |
| ■자주색 ― 신토촌 ■녹색 ― 일본전국          | ■파랑색 ― 남자 ■빨간색 ― 여자                                                                                          |
| · 신토촌（에 해당되는 지역）의 인구추이    | |
| 일본 총무성 통계국 국세조사 결과           | |
|                                            | 기술적 문제로 인해 그래프를 일시적으로 사용할 수 없습니다. 파브리케이터와 미디어위키 위키에 더 자세한 정보가 있습니다. |